# Sisteron

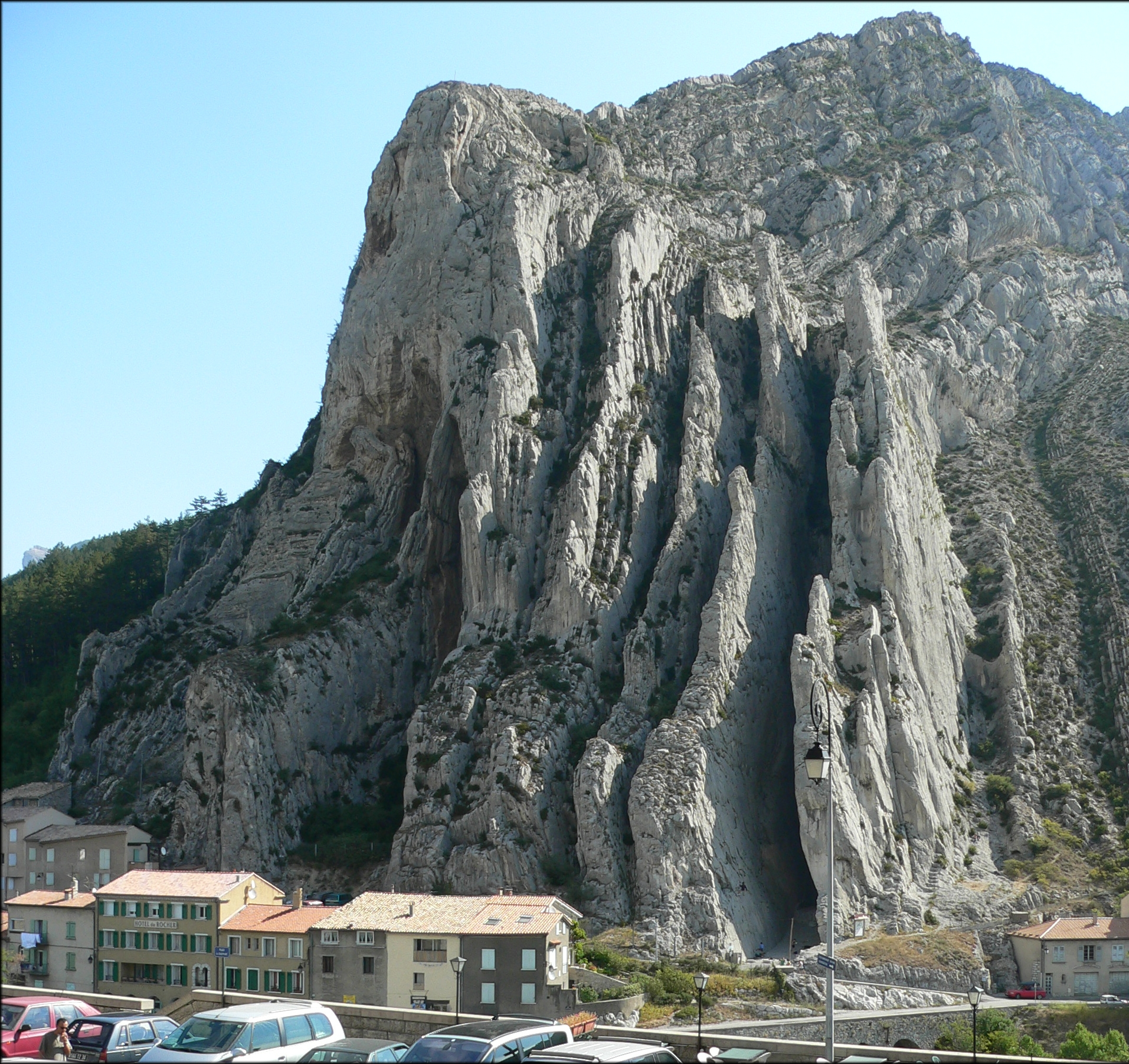
Sisteron

Sisteron är en ort och kommun i departementet Alpes-de-Haute-Provence i södra Frankrike. Kommunens befolkning uppgick till 7 288 invånare år 2007, på en yta av 50,25 kvadratkilometer.
Orten är dramatiskt belägen vid en klippskreva som släpper igenom floden Durance, och är en av de mer besökta orterna längs den så kallade Route Napoléon.

## Befolkningsutveckling
Antalet invånare i kommunen Sisteron
| Referens: INSEE |